# American Animals
American Animals é um filme de drama estadunidense de 2018 dirigido e escrito por Bart Layton. Estrelado por Evan Peters, Barry Keoghan, Blake Jenner e Jared Abrahamson, estreou no Festival Sundance de Cinema em 19 de janeiro de 2018.

## Elenco
- Evan Peters - Warren Lipka
- Barry Keoghan - Spencer Reinhard
- Blake Jenner - Chas Allen
- Jared Abrahamson - Eric Borsuk
- Udo Kier
- Ann Dowd